# ヒグチリョウ
1976年生まれ。2002年白組入社。ミュージックビデオの監督として多くの作品を制作する一方、VFXスーパーバイザーとして、MV、ライブ映像、映画、CM、GAME、TV、WEB等、多数の作品の企画から演出を行う。インテル所属の長友佑都選手をモデルとしたアニメ映画「劇場版 ゆうとくんがいく」で劇場映画の監督として長編デビュー。

## 主な作品

### 監督作品

#### 劇場映画
- 「ゆうとくんがいく」（イオンシネマ/2014）
- 「CUTIE HONEY -TEARS-」（東映/2016）

#### MV
- goodbye holiday「夏の彗星」「十ヶ条」「サイエンスティック・ラブ」「パラダイムシフター」「純白のドレスを君に」
- anderlust「A.I.」

- コアラモード.「Dan Dan Dan」「七色シンフォニー」「メモリーズ」
- 柴咲コウ×笹川美和「恋守唄」
- 高橋優「CANDY」
- KANA-BOON「結晶星」
- おおたえみり「最短ルート」「かごめかごめ'12」「集合体」
- 高杉さとみ「桜坂」「瞳をとじて」「空も飛べるはず」
- DUFF「さくら」「めぐり愛」
- AAA「Crash」
- MASH「ダンスダンスダンス」

他

#### プラネタリウム番組
- 「ロイと仲間の大航海」沖縄海洋文化館

### VFXスーパーバイザー作品

#### 劇場映画
- 「リトル・フォレスト」（松竹/2014・2015）
- 「わたしのハワイの歩き方」（東映/2014）
- 「すべては君に逢えたから」（ワーナーブラザース/2013）
- 「チチを撮りに」（デジタルSKIPステーション/2013）
- 「奇跡」（GAGA/2011）